# La Bocana de Pilaritos
La Bocana de Pilaritos es un caserío peruano ubicado en el distrito de Lancones, perteneciente a la provincia de Sullana del departamento de Piura, al norte del Perú. 

## Ubicación
La Bocana de Pilaritos se ubica al noreste de la provincia de Sullana, en el distrito de Lancones, en el departamento de Piura.

## Demografía
En 2017 La Bocana de Pilaritos tenía una población de 107 habitantes.